# Pietro Abbati Marescotti
Pietro Abbati Marescotti (Modena, 1º settembre 1768 – Modena, 7 maggio 1842) è stato un matematico italiano che ha insegnato a Modena.

## Biografia

### Origini familiari
Pietro Abbati nasce dalla famiglia degli Abbati, nobili dal XVI secolo e alleati alla famiglia modenese dei Marescotti, dei quali aggiunsero il proprio nome ed il titolo di conte trasmissibile ai discendenti maschi in conferimento dei meriti matematici, artistici e di strutture idrauliche, con decreto del Duca Francesco IV d'Austria d'Este del 10 luglio 1818.
Per lo stesso duca Francesco IV fu consigliere di Stato per la pubblica Economia e per la Istruzione.
Gli Abbati Marescotti sono una casata modenese iscritti al ceto Conservatorio fin dal sec. XVI la quale ha dato i famosi pittori Niccolò (??? - 1571) ed Ercole (??? - 1613), da un Pietro di Paolo proveniente da Castelnuovo di Sotto nel Reggiano, aromatario ducale, morto il 30 gennaio 1702. Un suo nipote Pietro di Bernardino (1693-1762) fu valente matematico e studioso di idraulica ed anche buon letterato.

### Stemma di famiglia

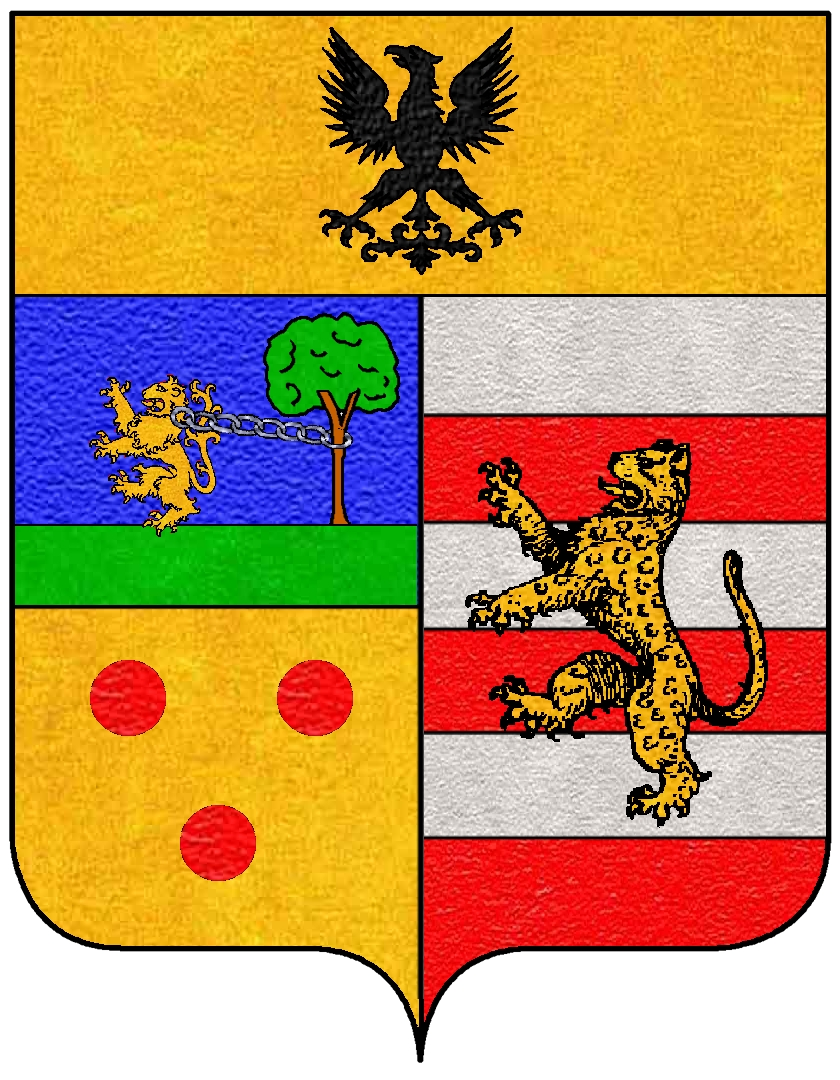
Stemma di famiglia

Lo stemma di famiglia è così formato:
- nel primo troncato
  - d'azzurro al leone d'oro incatenato ad un pioppo nodrito sradicato al naturale in destra sulla pianura
  - tagliato d'oro a tre tortelli di rosso poste 2 e 1.
- nel secondo troncato:
  - fasciato d'argento e di rosso di sei pezzi alla pantera di oro, rampante ed attraversante sul tutto, col capo d'oro, caricato di un'aquila di nero

### Studi
Pietro Abbati Marescotti nella città natale ricevette la formazione universitaria con un'ottima base matematica, apprendendo direttamente da Luigi Fantini, Paolo Cassiani e Giovan Battista Venturi.
Fu amico di Paolo Ruffini per tutta la vita e con lui, seppur senza alcun riconoscimento ufficiale, si dedicò alle ricerche matematiche, in particolare nei campi delle equazioni algebriche, del calcolo delle probabilità e della teoria dei gruppi.
Ulteriori studi matematici, e scambi con il Ruffini, ebbero come oggetto problemi diofantei del tipo di Fermat, proprietà dei numeri primi, teoria delle probabilità, l'individuazione del numero delle radici immaginarie e il confronto coi risultati di P. Paoli, le relazioni tra le radici dell'equazione e i coefficienti, la regola di Cartesio per equazioni incomplete, le proprietà delle permutazioni sulle radici di un'equazione di quarto o quinto grado, l'equazione delle differenze, le funzioni razionali delle radici, la risoluzione per approssimazione ed il relativo metodo di Lagrange.
I principali eventi della vita, riportati in ordine cronologico:
- 1802 "Lettera al socio Paolo Ruffini" (scritta il 30 settembre, in Modena): Ruffini aveva già scritto l'irrisolubilità delle equazioni fino del quinto grado. Con questa lettera l'Abbati Marescotti estende tale dimostrazione d'irrisolubilità per le equazioni di grado superiore al quinto.
- 1807(?) a seguito della Restaurazione il Duca Francesco IV lo nomina Consultore
- 1810(?) il Duca Francesco IV lo nomina Consigliere del Ministero di Pubblica Economia ed Istruzione, e responsabile in particolare della direzione di acque e strade
- 1818: a seguito dei contributi nel mondo scientifico, artistico ed infrastrutturale, gli viene conferito il permesso di unire il proprio cognome a quello del casato Marescotti, assieme al conferimento del titolo di conte.
- 1824: pubblica Sopra un problema dei signori Daniele Bernoulli, e de la Grance - memoria del Sig. Conte Pietro Abbati Marescotti
- 1826: viene nominato membro dell'Accademia nazionale delle scienze, detta anche "Accademia dei XL" (quaranta, costituita dai quaranta maggiori uomini di scienza dell'epoca) o "Società Italiana delle Scienze"
- 1833: inaugura il teatro Abbati Marescotti, chiuso poi nel 1866

## Opere
Si conoscono circa trenta lettere inviate dall'Abbati al Ruffini, un epistolario conservato presso la Biblioteca estense e presso l'Archivio Ruffini dell'Accademia di Scienze Lettere e Arti di Modena. Queste lettere sono tutte inedite ad eccezione di quella pubblicata da E. Bortolotti nel carteggio di Paolo Ruffini.
Fu autore inoltre di:
- 5 memorie a stampa (la più nota à la Lettera al socio Paolo Ruffini, riedita nel II tomo delle opere di Ruffini ed in cui egli fornisce un completamento al teorema sull'insolubilità delle equazioni)
- 5 memorie manoscritte (conservate oggi presso la Biblioteca estense di Modena, ed inedite)
- Scrisse un poema satirico in quattordici canti, Il Mondo della Luna, con protagonista Cyrano di Bergerac, prendendo di mira personaggi modenesi. Di lui restano  sonetti di occasione.  Il Mondo della Luna è conservato manoscritto presso la famiglia dei conti Abbati-Marescotti. Copia del manoscritto "completato nelle parti mancanti poiché rosicchiato dai topi"  rilegato e illustrato fu fatta nel 1878  a Lesignana di Modena nell'abitazione del conte Paolo Abbati Marescotti, da Giorgio Ferrari Moreni; il manoscritto è conservato presso la famiglia Brugioni Abbati Marescotti. Un saggio a stampa del poemetto è stato pubblicato sempre da G. Ferrari Moreni, nel 1879, nel suo libro sull'Abbati.

## Cariche e affiliazioni
Oltre alle citate cariche, fu membro dei seguenti sodalizi:
- Accademia nazionale delle scienze, detta "Accademia dei XL".
- Società di Arti Meccaniche
- Società Agraria del Dipartimento del Panaro
- Accademia dei Dissonanti (divenuta in seguito Accademia di Scienze Lettere e Arti di Modena)
- Accademia di Scienze e Belle Lettere di Palermo.